# Patrizio Rota Scalabrini
Patrizio Rota Scalabrini (Palazzago, 10 agosto 1951) è un presbitero, teologo e biblista italiano.

## Biografia
Ordinato presbitero della diocesi di Bergamo nel 1976, dopo aver ottenuto la licenza in Sacra Teologia ha conseguito la laurea in Filosofia all'Università La Sapienza di Roma e la licenza in Scienze bibliche presso il Pontificio Istituto Biblico. Dal 1993 è docente di Introduzione, Esegesi e Teologia biblica presso la Facoltà Teologica dell'Italia Settentrionale e di Introduzione, Esegesi ed Ebraico biblico presso il Seminario Vescovile di Bergamo, incarico che mantiene sin dal 1977. Nel 2005 è stato insignito del titolo di Cappellano di Sua Santità. È autore di molte opere di pastorale biblica.

## Opere
- Giona, alzati e va' a Ninive! Un comando che vale anche per gli sposi di oggi, Queriniana, 2018.
- Sedotti dalla Parola Elledici, 2017.
- Io e la mia casa serviremo il Signore. La famiglia e la Bibbia Edizioni San Paolo, 2015.
- Luigino Bruni, Nicola Riccardi e L'uomo spirituale e l'homo oeconomicus, Glossa, 2013.
- Eccomi, manda me! Rogate, 2010.
- Frammentazione dell’esperienza e ricerca di unità, Glossa, 2010.
- Ester. La seduzione del bene, Queriniana, 2009.
- L’angelo accompagnatore. Come la Bibbia aiuta a capire la propria vocazione, Edizioni San Paolo, 2009 ISBN 9788821563614
- Famiglia e Parola di Dio. Quando si legge la Bibbia, Edizioni San Paolo 2003.
- Renzo Bonetti, Gilberto Gillini, Patrizio Rota Scalabrini, Mariateresa Zattoni, Innamorati e fidanzati: Cammini di autoformazione, Edizioni San Paolo, 2003.
- Luigi F. Conti, Pasquale Pezzoli, Patrizio Rota Scalabrini, Una parola per la vita. Commento esegetico-pastorale al lezionario dei defunti, Ancora, 2001